# غريس تورنبول
غريس تورنبول (بالإنجليزية: Grace Turnbull)‏ هي نحّاتة أمريكية، ولدت في 30 ديسمبر 1880، وتوفيت في 26 ديسمبر 1976.